# Llívia

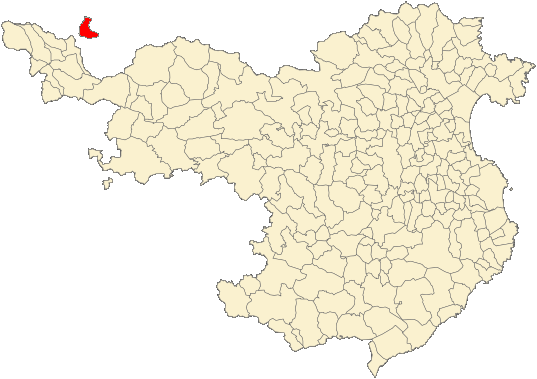
Poloha exklávy na mapě provincie Girona

Město Llívia (katalánsky a oficiálně) či Llivia (kastilsky) je exkláva Španělska ve Francii. Náleží ke katalánské provincii Girona, od jejíhož sídla leží 153 km severozápadně. Území má rozlohu 12,83 km² a leží v pyrenejském údolí v nadmořské výšce přes 1200 m n. m. Žije zde přibližně 1 600 obyvatel.
Obec je zcela obklopena územím francouzského departementu Pyrénées-Orientales. Exklávou se stala roku 1659, kdy byl uzavřen Pyrenejský mír; Španělsko tehdy mělo podle smlouvy přenechat Francii „všechny vesnice severně od Pyrenejí“. Llívia ovšem měla městská práva, což Španělům dovolilo tvrdit, že se na ni ustanovení nevztahuje, a tato výhrada byla Francií respektována.

## Dopravní spojení
Do Llívie vede ze Španělska (z města Puigcerdà) silnice N-154, jejíž 1,7 km dlouhý úsek přes francouzské území má číslo D 68 a nazývá se Route neutre („neutrální cesta“). Vede po hranici mezi obcemi Ur a Bourg-Madame. Třetí smlouvou z Bayonne roku 1866, která řešila otázky španělsko-francouzské hranice, zde byl garantován volný pohyb pro španělské občany a vozidla. 
V 70. letech 20. století zde vypukla kuriózní tzv. „Stopková válka“ (La guerra dels Stops), když Francie postavila dvě silnice křižující tuto cestu a označila je jako hlavní silnice, kterým provoz Puigcerdà–Llívia musel dávat přednost. Obyvatelé Llívie tím byli popuzeni a značky „STOP“ byly neustále ničeny. Nakonec španělská vláda zafinancovala přemostění jedné z těchto silnic, a na druhé křižovatce byla francouzskými úřady preference provozu změněna, čímž se problém vyřešil.
Od vstupu Francie i Španělska do schengenského prostoru roku 1995 je přeshraniční provoz do Llívie zcela volný. Z města vedou kromě výše zmíněného spojení ještě silnice do francouzských obcí Estavar a Saillagouse.